# موديبو أداما
أداما بي أردو حسنا (1786-1847)، يُعرف أكثر باسم موديبو أداما، كان عالمًا من قومية الفولاني ومحاربًا مقدسًا، ينحدر من عشيرة باعين من فولبي. قاد جهادا في منطقة فومبينا (في الكاميرون ونيجيريا حاليًا)، وفتح المنطقة لاستعمار الفولاني.